# Madhesi
Madhesi (Maithili: मधेसी) ist eine Bezeichnung für die Bewohner des südlichen Tieflandes von Nepal (Terai, auch Madhesh genannt, nach dem Sanskrit-Wort madhyadesh für „Mittelland“). Es handelt sich um verschiedene Volksgruppen, die zusammengefasst nahezu die Hälfte der Bevölkerung ausmachen. Die in den höher gelegenen Hügelregionen lebenden Nepalesen werden Pahadi genannt.
Zu den als Madhesi bezeichneten Volks- und Sprachgruppen zählen die Maithili, Bhojpuri, Awadhi und andere. Die Tharu sehen sich teils als Madhesi, teils als eine von diesen abgegrenzte indigene Gruppe. Die meisten Madhesi sind Hindu mit Kastensystem, daneben gibt es eine Minderheit von Muslimen.
Manche Pahadi betrachten die Madhesi als „unechte Nepalesen“ bzw. als eingewanderte Inder, und die Bezeichnung „Inder“ (marsya) wird als Beleidigung für sie verwendet. Viele Madhesi fühlen sich im Gesamtstaat Nepal marginalisiert, da ihre Sprachen neben dem Nepali nicht anerkannt waren und ihr Anteil in Parlament, Regierung, Justiz, Streitkräften etc. weit unter ihrem tatsächlichen Bevölkerungsanteil lag.
Madhesi-Aktivisten forderten deshalb im Kontext des Nepalesischen Bürgerkriegs eine stärkere Mitbestimmung, etwa durch Quoten für die einzelnen Volksgruppen und ein föderalistisches System. Vor allem die maoistischen Rebellen zeigten Sympathien für diese Anliegen. Nach dem Friedensschluss, der 2006 den Bürgerkrieg beendete, fürchteten jedoch manche Madhesi, dass ihre Forderungen bei der Neuverteilung der Macht wiederum nicht berücksichtigt würden, und es kam zu Protesten und Unruhen. Unter den Madhesi-Organisationen waren auch militante Gruppen, die zum Teil für eine Sezession von Nepal eintraten. Manche Beobachter warnten daher bereits vor einem neuen, ethnischen Konflikt in Nepal.
Im Juli 2008 wurde der Madhesi Ram Baran Yadav zum ersten Staatspräsidenten der Republik Nepal gewählt.